# الخط المانوي
كانت الأبجديّة المانويّة نظام كتابة مبنيّ على الأبجد ينتمي إلى اللغات السامية. يرتبط بانتشار الديانة المانويّة ابتداءاً من القرن الثالث الميلادي تقريباً في جنوب-غرب آسيا، مروراً بآسيا الوسطى وإلى ما بعدها. تعتبر هذه الأبجديّة شقيقة النسخ القديمة للأبجديّة البهلويّة (الفهلويّة)، حيث تطوّرت كلا الأبجديّتيَن من الأبجديّة الآراميّة الإمبراطوريّة، قام بلاط الإمبراطورية الأخمينية بتبنّي إحدى لهجات الأخيرة كلغة رسميّة لها. على عكس الأبجديّة البهلويّة تُظْهِرُ الأبجديّة المانويّة أثراً تعرّضت له من الأبجديّة السغديّة، والتي بدورها تنحدر من الفرع السرياني للغة الآراميّة.
تٌدعى الأحرف المانويّة بهذا الاسم لكونها الأبجديّة التي استُخْدِمَت لكتابة النصوص المَنْسوبة لـماني نفسه. كُتِبَت الفارسيّة الوُسْطى.
يلاحظ عالِم الإيرانيّات ديسموند دوركين-مايسترإرنست أنّه تمّ استخدام الأبجديّة المانويّة بشكلٍ أساسيّ لتدوين لغات إيرانيّة وُسْطى عديدة (اللغة المانويّة، الفارسيّة الوُسْطى، اللغة الفارثيّة (الفرثيّة)، السغديّة، الفارسيّة الجديدة- المبكرة، اللغة الباختريّة)، إلى جانب اللغة اليوغوريّة / الأويغوريّة القديمة (لغة تركيّة غير إيرانيّة). الأبجديّة المانويّة هي قريبة الأبجديّة الآراميّة-التدمريّة والخط الأسطرانجيليّ-السريانيّ-الآراميّ.

## التسمية
تم إطلاق مصطح «المانويّة» للدلالة على هذه الأبجديّة من قبل العالم الألمانيّ فريدريش و. ك. مولار، لاستخدامها في تدوين النصوص المانويّة. كان مولار أوّل من قرأ هذه الأبجديّة من العلماء المعاصرين (في 1903/4).

## لمحة
تعتبر اللغة والأبجديّة التي كُتِبَتْ بها النصوص المانويّة آراميّةً-سريانيّة، وتٌصَنَّف النصوص هذه على أنّها «أدب» سريانيّ-آراميّ. وأمّا النصوص المكتوبة بالأبجديّة المانويّة لاحقاً تنتمي بشكلٍ أساسيّ إلى ثلاثة «إثنلهجاتٍ» (لهجاتٍ إثنيّة، بالانجليزيّة: إثنوليكت، تلك اللغات التي يتمّ استخدامها من قبل أفراد جماعاتٍ قوميّة كانت تستخدم لغاتٍ ولهجاتٍ أخرى) ولغاتٍ إيرانيّة:
- السغديّة — لهجة بلاد السغد (الصغد، بالتعبير الأفصح) في الشرق، ذو العدد الكبير من السكّان الذين يدينون بالمانويّة.
- الفَرثيّة / الفارثيّة — لهجة فارث في شمال-شرق إيران.
- الفارسيّة الوُسْطى (الفهلويّة، البهلويّة) — لهجة فارس في جنوب-غرب إيران.

لا نجد في اللغة المانويّة تردّد الرسوم الرمزيّة والرسوم الفكريّة الموجودة فيما تدعى باللغات الساميّة، والتي تمّ توارثها من اللغة الآراميّة الإمبراطوريّة-الديوانيّة، والذي يُعْتَبَرُ من الصفات المميّزة الأساسيّة لأبجديّة اللغة البهلويّة. أضِف إلى ذلك كون الكتابة المانويّة أقلّ محافظةً وأقرب إلى اللفظ الحديث للكلام الفارسيّ الحديث.
لم تكن الأبجديّة المانويّة الوحيدةَ التي تمّ استخدامها لكتابة مخطوطات ماني. فعند الكتابة بالصغديّة، الأمر الذي كان متواتراً، اسْتُخْدِمَتْ الأحرف الصغديّة (الأبجديّة الويغوريّة). وهكذا دواليك، خارج نطاق الديانة المانويّة، في لهجة فارس (منطقة في جنوب إيران التاريخيّة)، تمّ تدوينها بأبجديات مختلفة، بما في ذلك الأجرف الفهلويّة (في هذه الحالة الفارسيّة الوُسطى-الزرادشتيّة) والأبجديّة الأفستيّة أو الأبستاقيّة (المعروفة بالزنديّة).
في الأثناء التي كانت الديانة المانويّة تُضطهَد في بلاد الرافديَن (دجلة والفرات، العراق) وفي مَهْدها في الإمبراطوريّة الساسانيّة، ترسّخت في آسيا الوُسْطى وعلى طول طريق الحرير. اتّخذها الويغور ديناً رسميّاً لمدّة خمسة قرون (من القرن الثامن إلى القرن الثاني عشر الميلاديّيَن). لذا تمّ اكتشاف العديد من المخطوطات المكتوبة باللغات الإيرانيّة المذكورة أعلاه وباللغة الإيغوريّة العتيقة وباللغات التخاريّة في إقليم توربان (إقليم سنجان /شينجيانج الواقع في جمهوريّة الصين الشعبيّة اليوم).
اكتشفت البعثات الألمانية في القرن التاسع عشر، عددًا من المخطوطات المانوية في بولايق على طريق الحرير بالقرب من توربان في منطقة شينجيانغ في جمهوريّة الصين الشعبيّة. العديد من هذه المخطوطات محفوظة اليوم في برلين.
كما معظم أنظمة الكتابة بالـ«أبجد»، تكتب الأبجديّة المانويّة من اليمين إلى اليسار وتفتقر إلى الحروف المتحرّكة. وهي تنفرد ببعض الحروف الساكنة التي يمكن أن تلتحق بغيرها من الجهتين، بعضها يُلْحَق بغيرها من اليمين فقط والبعض الآخر تُجْمَع بغيرها من اليسار فقط، والبعض الآخر لا يجتمع مع الحروف الأخرى.
في الأبجديّة المانويّة يتمّ رسم نقطتيَن فوق الحروف التي تدلّ على اختصارات، في هذه الأبجديّة هنالك علامات ترقيم مختلفة الدالّة على العناوين، تقسيمات الصفحات، تشطير الجمل وغيرها..